# Édouard Branly
Édouard Eugène Désiré Branly (Amiens, 23 de octubre de 1844 – Paris, 24 de marzo de 1940) fue un físico, inventor y profesor francés del Institut Catholique de Paris. Es especialmente conocido por sus aportaciones pioneras a la telegrafía sin hilos (derivadas de su descubrimiento del llamado «efecto Branly») y por su invención del cohesor hacia 1890. 
El cohesor fue el primer detector ampliamente usado para la comunicación de radio. Branly lo construyó a partir de los descubrimientos de Temistocle Calzecchi-Onesti, que demostró a través de experimentos realizados entre 1884 y 1886 que las limaduras de hierro dispuestas en un tubo aislado conducirían una corriente eléctrica bajo la acción de una onda electromagnética.
El funcionamiento del cohesor se basa en la gran resistencia ofrecida al paso de la corriente eléctrica por las limaduras de metal sueltas, que disminuye bajo la influencia de la corriente alterna de radiofrecuencia. El cohesor se convirtió en la base para la recepción de radio, y se mantuvo en uso generalizado durante unos diez años, hasta aproximadamente 1907, cuando fue reemplazado por detectores de cristal. El pionero de la radio británica Oliver Lodge  convirtió al cohesor en un receptor práctico al agregar un "decohesor" que utilizaba el cohesor después de cada recepción para desalojar las limaduras agrupados, restaurando así la sensibilidad del dispositivo. Fue desarrollado por Guglielmo Marconi.
Branly fue nominado tres veces para un premio Nobel, pero nunca lo recibió. En 1911 fue elegido para la Academia de Ciencias de Francia. Su rival fue Marie Curie. Ambos tenían oponentes en la Academia: ella era mujer y él era un católico devoto, que dejó la Sorbonne por una cátedra en la Universidad Católica de París. Finalmente, Branly ganó la elección por dos votos.
Edouard Branly fue enterrado en el cementerio del Père Lachaise de París.